# Muro di Wargaade
Il Muro di Wargaade, noto anche come Warqaadi, è un'antica costruzione in pietra situata a Wargaadhi, nella regione di Hirshabelle, in Somalia. Questo muro circondava un grande insediamento nella zona e rappresenta un'importante testimonianza archeologica. Durante gli scavi, sono stati trovati frammenti di ceramica non smaltata e tombe risalenti all'antichità.
Il muro, costruito con macerie legate da malta di fango, misura circa 230 metri per 210 metri. Dopo l'abbandono dell'insediamento durante l'era islamica, la popolazione locale ha iniziato a utilizzare il muro come fonte di materiale da costruzione, contribuendo al suo stato di erosione attuale.